# Università di Sheffield
L'Università di Sheffield (in inglese University of Sheffield) è un'università britannica con sede a Sheffield nello Yorkshire.